# Xinyi (Maoming)

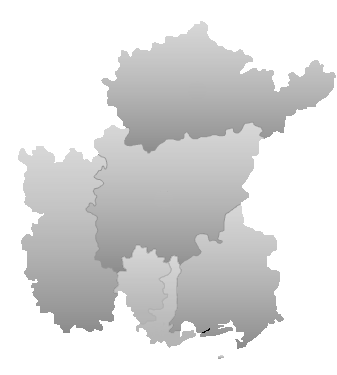
Lage der kreisfreien Stadt Xinyi im Gebiet der bezirksfreien Stadt Maoming

Die Stadt Xinyi (chinesisch 信宜市, Pinyin Xìnyí Shì) ist eine kreisfreie Stadt in der Provinz Guangdong der Volksrepublik China. Sie gehört zum Verwaltungsgebiet der bezirksfreien Stadt Maoming. Xinyi hat eine Fläche von 3.084 km² und zählt 1.014.577 Einwohner (Stand: Zensus 2020).

## Geschichte
Unter der Qing-Dynastie war Xinyi Teil der Präfektur Gaozhou. Nach dem chinesischen Bürgerkrieg wurde es der Verwaltungsregion Maoming zugeordnet. Ein erheblicher Teil der Bewohner gehört zur chinesischen Diaspora, rund 500.000 Personen, besonders verbreitet in Malaysia und Singapur.
In der frühen Tang-Dynastie wurden fünf Kreise abgetrennt. Xinyi, Tan'e, Kreis Teliang und Kreis Fulai. Im zweiten Jahr Qianfengs in der Tang-Dynastie (667) wurde der Kreis Fulai an Yuzhou übertragen.

## Geographie
Xinyi ist eine der Bergstädte der Provinz Guangdong und bekannt für ihre "Acht Berge, ein Fluss und ein Feld". Die Topographie ist von bergigem Terrain geprägt, das 1.944,82 Quadratkilometer umfasst und 63,1 % der Gesamtfläche der Stadt ausmacht.

## Administrative Gliederung
Auf Gemeindeebene setzt sich die kreisfreie Stadt aus einem Straßenviertel und achtzehn Großgemeinden zusammen. 

## Söhne und Töchter der Stadt
- Lin Bosheng (1902–1946), Propagandaminister der Neuorganisierten Regierung der Republik China
- Wu Shuijiao (* 1991), Leichtathletin

## Sprache
In der Stadt Xinyi werden hauptsächlich zwei Dialekte gesprochen. Das Xinyi-Kantonesisch und das Xinyi-Yahua. Das Xinyi-Kantonesisch zählt zum Gaoyang-Dialekt, einem Unterzweig des Kantonesischen innerhalb der sinotibetischen Sprachfamilie.  Der Xinyi-Yahua-Dialekt gehört zum Hakka-Zweig derselben Sprachfamilie. Ursprünglich wurde Xinyi-Yahua als nicht klar abgegrenzter Hakka-Dialekt betrachtet, wird heute jedoch als Unterdialekt des kantonesisch-taiwanesischen Dialekts klassifiziert.

## Verkehrsanbindung
- Baomao-Schnellstraßen G65
- Nationalstraße 207
- Nationalstraße 359

- Bahnhof Xinyi an der Hochgeschwindigkeitsbahn Yizhan